# Championnat de France de football 1897 (USFSA)
Navigation
Championnat 1896 Championnat 1898
Le Championnat de France de football USFSA 1897 concerne uniquement Paris et sa proche banlieue où se tiennent des championnats de 1re série (9 clubs) et de 2e série (5 clubs plus trois réserves de clubs de 1re série).

## 1reSérie de Paris
| Rang | Équipe                | Pts | J | G | N | P | Bp | Bc | Diff  |
| ---- | --------------------- | --- | - | - | - | - | -- | -- | ----- |
| 1    | Standard AC           | 14  | 8 | 6 | 2 | 0 | 31 | 4  | 7,75  |
| 2    | The White Rovers      | 14  | 8 | 7 | 0 | 1 | 33 | 8  | 4,125 |
| 3    | Club français         | 12  | 8 | 5 | 2 | 1 | 19 | 10 | 1,9   |
| 4    | RC France             | 9   | 8 | 4 | 1 | 3 | 17 | 13 | 1,308 |
| 5    | Paris Star            | 8   | 8 | 4 | 0 | 4 | 15 | 24 | 0,625 |
| 6    | United SC             | 7   | 8 | 3 | 1 | 4 | 11 | 18 | 0,611 |
| 7    | FC Levallois          | 4   | 8 | 2 | 0 | 6 | 15 | 22 | 0,682 |
| 8    | CP Asnières           | 2   | 8 | 1 | 0 | 7 | 12 | 32 | 0,375 |
| 9    | UA 1er arrondissement | 2   | 8 | 1 | 0 | 7 | 0  | 22 | 0     |

L'UA 1er arrondissement est crédité d'une victoire sans avoir marqué de but. Il s'agit probablement d'un forfait d'un de ses adversaires.[réf. nécessaire]

### Match de barrage pour le titre de champion
Le Standard AC bat les White Rovers par 3-2, mais le résultat de ce match est annulé et le match doit être rejoué. Les Rovers ne se présentent pas pour disputer ce match, et le Standard est sacré. Géo Duhamel, dans son Le football français, ses débuts, Paris, F.L., 1929, 73 p., raconte ainsi cet épisode en page 72 sans donner de détails sur les raisons de l'annulation du premier barrage : « Le Standard et Rovers finirent tous deux avec 14 points. Un match de barrage fut joué et gagné par le Standard ; puis le résultat fut annulé et finalement devant le forfait des White Rovers, le Standard fut déclaré vainqueur devant les Rovers, éternels seconds ».
L'Auto du 24 mars 1907 donne une version différente. Un premier match aurait eu lieu le 19 mai, mais aurait été annulé car l'arbitre était anglais. Le Standard aurait ensuite bien remporté le match suivant par 3-2, avec l'équipe suivante : H. Wynn - H. Wynn, Atrill - Norris, Bates, A. Short - Hicks, P. Tomalin junior, Malthy, Théobald, Roques.
| Match | Équipe 1    | Résultat | Équipe 2         |
| ----- | ----------- | -------- | ---------------- |
| 1     | Standard AC | annulé   | The White Rovers |
| 2     | Standard AC | forfait  | The White Rovers |